# Patmutjun Hajoz
Patmutjun Hajoz (armenisch Պատմություն Հայոց), die Geschichte Armeniens, welche Moses von Choren zugeschrieben wird, ist eine frühe Geschichte von Armenien, welche bei den legendären Ursprüngen des Armenischen Volkes beginnt und die Beziehungen zwischen Armenien und den Sassaniden, Byzantinern und den armenischen Arsakiden bis ins 5. Jahrhundert beschreibt.
Das Werk enthält einzigartiges Material über antike armenische Legenden und auch Informationen zu paganen (vorchristlichen) armenischen Traditionen. Es überliefert auch zahlreiche Daten zu Geschichte und Kultur der angrenzenden Länder. Das Buch hatte einen enormen Einfluss auf die armenische Geschichtsschreibung.
Im Text identifiziert sich der Verfasser selbst als Schüler des heiligen Mesrop Maschtoz und erklärt, dass er das Werk auf Wunsch von Sahak II. Bagratuni verfasst habe, dem Bagratuni-Prinz, der 482 in einer Schlacht ums Leben kam.

## Verfasserschaft
Gelehrte haben generell die Geschichte von Moses von Choren als authentisches Werk angesehen. Gibbon schreibt beispielsweise in seinem The History of the Decline and Fall of the Roman Empire (Kap. 32) dass „seine Informationen über die Lokalitäten, seine Leidenschaften und Vorurteile, ein starker Ausdruck eines Einheimischen und Zeitgenossen sind“.

## Inhalt

### Überblick
Das Werk besteht aus drei Teilen (Büchern):
- Das erste Buch, „Genealogie der Großen Armenier“ (Հայոց մեծերի ծննդաբանությունը – Hajoz mezeri znndabanutjune), umfasst die Geschichte von Armenien von den Legendären Anfängen bis zu Alexander dem Großen;
- Das zweite Buch, „Die mittlere Geschichte unserer Vorfahren“ (Միջին պատմություն մեր նախնիների – Midschin patmutjun mer nachnineri), beschreibt die Zeit von Alexander bis zum Tod von Gregor der Erleuchter und der Regierungszeit von Trdat III. (330) und der Anerkennung des Christentums als Staatsreligion;
- Das letzte Buch mit dem Titel „Das Ende der Geschichte unseres Vaterlandes“ (Մեր հայրենիքի պատմության ավարտը – Mer hajreniki patmutjan awarte) besteht aus 68 Kapiteln und spiegelt den allmählichen Niedergang des politischen Lebens Armeniens nach dem Tod von König Trdats bis zum Verlust der Nationalstaatlichkeit sowie die Erfindung des Armenischen Schrift, und am Ende Sahak (439) und Mesrop (440).

Jedes dieser Bücher ist wiederum in Kapitel unterteilt, die jeweils eigene Titel haben. Die „Geschichte“, wie sie überliefert ist, endet mit der berühmten „Klage“. Der Historiker Towma Arzruni aus dem 7. Jahrhundert bezeugt jedoch, dass Chorenazi die Abfassung seiner „Geschichte“ bis zur Zeit des römischen (byzantinischen) Kaisers Zenon (474–475, dann 475–491) vollendete, das heißt, das Buch hatte auch einen vierten Teil. Die Frage der Existenz des vierten Buches der „Armenischen Geschichte“ ist eines der umstrittenen Probleme der Armenistik. In dieser Zeit ereigneten sich drei große Kriege: der Armenische Unabhängigkeitskrieg unter Vasak Syuni (450), der Bürgerkrieg zwischen Wardan Mamikonjan und Vasak Siuni (Herbst 450–Mai 451), angestiftet durch Römer, Perser und Armenischen Klerus, und der Zweite Unabhängigkeitskrieg unter der Führung von Sahak Bagratuni (dem Auftraggeber der Geschichte Armeniens) und dann von Vahan Mamikonian (nach dem Tod von Sahak Bagratuni 482).
Chorenazi begann die Abfassung seiner Geschichte mit der Gründung und dem Unabhängigkeitskrieg von Hayk Nahapet und der Schlacht von Khoshap (der Überlieferung nach am 11. August 2492 v. Chr.).

### Patriarchen
Das erste Buch enthält 32 Kapitel von Adam bis zu Alexander dem Großen:
Liste der Armenischen Patriarchen nach Moses:
- Nahapetneri schamanakaschrdschan (Նահապետների ժամանակաշրջան): Hayk (Haig) (Enkel von Tiras), Armenak (oder Aram), Aramais, Amassia, Gegham, Harma, Aram
- Armi kaghaki schamanakaschrdschan / Armanum (Արմի քաղաքի ժամանակաշրջան / Արմանում): Ara Geghetsik (Արա Գեղեցիկ, Ara Gełec‘ik), Ara Kardos, Anushavan, Paret, Arbag, Zaven, Varnas, Sour, Havanag
- Hajassaji schamanakaschrdschan / Hajassa ̶ Assi (Հայասայի ժամանակաշրջան / Հայասա ̶ Ազզի): Vashtak, Haikak, Ampak, Arnak, Shavarsh, Norir, Vestam, Kar, Gorak, Hrant, Endzak, Geghak
- Nairi jerkri schamanakaschrdschan (Նաիրի երկրի ժամանակաշրջան): Horo, Zarmair, Perch, Arboun, Hoy, Houssak, Kipak, Skaiordi

Diese Beschreibungen erstrecken sich auf die Jahrhunderte vom 24. Jahrhundert v. Chr. bis zum 9. Jahrhundert v. Chr. in Moses’ Chronologie, welche auf dem Chronicon (Παντοδαπὴ ἱστορία) von Eusebius von Caesarea basiert. Dann folgt eine Liste legendärer Könige vom 8. Jahrhundert v. Chr. bis zum 4. Jahrhundert v. Chr.:
- Araratjan / WoWrartakan / schamanakaschrdschan (Արարատյան / ՈՒրարտական / ժամանակաշրջան): Parouyr, Hratchia, Pharnouas, Pachouych, Kornak, Phavos, Haikak II, Erouand I, Tigranes I. (Տիգրան Երվանդյան), Vahagn (Վահագն), Aravan, Nerseh, Zareh, Armog, Bagam, Van, Vahé.

Diese werden nach und nach historisch greifbar mit Tigran I. (6. Jahrhundert v. Chr.), der auch in der Kyrupädie des Xenophon erscheint, aber Aravan bis Vahé sind dann wieder nirgends sonst greifbar.
Kap. 1: Brief an Sahak
Kap. 5: Von Noah bis Abraham und Belus
Kap. 10–12: Hayk
Kap. 13: Krieg gegen die Meder
Kap. 14: Urartu-Assyrischer Krieg, 714 v.C.
Kap. 15–16: Ara und Semiramis
Kap. 17–19: Semiramis flieht vor Zarathustra nach Armenien und wird von ihrem Sohn getötet.
Kap. 20: Ara Kardos und Anushavan
Kap. 21: Paruyr, erster König der Armenier zur Zeit von Assurbanipal
Kap. 22: Könige von Pharnouas bis Tigran
Kap. 23: Sennacherib (Sanherib) und seine Söhne
Kap. 24–30: Tigran I.
Kap. 31: Nachkommen von Tigran bis Vahé, welcher im Widerstand gegen Alexander den Großen getötet wird.
Kap. 32: Hellenistische Kriege

### Mittlere Periode (332 v.C.–330 n.C.)
92 Kapitel von Alexander dem Großen bis Tiridates III.

### Arsakidische Periode 330–428
68 Kapitel vom Tod von Tiridates III. bis zu Gregor dem Erleuchter.

### Würdigung
Moses von Choren legte großen Wert auf die Schaffung historischer Werke. Durch die Lektüre solcher Schriften „erwerben wir uns eine Wissenschaft von der Ordnung in der Welt und lernen politische Ordnung“ (աշխարհում կարգերի գիտություն ենք ձեռք բերում և քաղաքական կարգեր սովորում – aschcharhum kargeri gitutjun jenk dserk berum jew kaghakakan karger soworum). Er begründet die Notwendigkeit, Werke über die armenische Vergangenheit zu schaffen, mit der Erklärung: „Obwohl wir klein, zahlenmäßig begrenzt und schwach in der Macht sind, wurden viele Male fremde Königreiche erobert, aber in unserem Land wurden viele mutige Taten vollbracht, die es wert sind, niedergeschrieben und in Erinnerung gerufen zu werden …“ (Թեպետ մենք փոքր ածու ենք, թվով սահմանափակ և զորությամբ տկար. շատ անգամ օտար թագավորություններից նվաճված, սակայն մեր երկրում էլ քաջության շատ գործեր են կատարվել՝ գրի ու հիշատակության արժանի – Tepet menk pokr azu jenk, twow sahmanapak jew sorutjamb tkar. schat angam otar tagaworutjunneriz nwatschwaz, sakajn mer jerkrum el kadschutjan schat gorzer jen katarwel՝ gri u hischatakutjan arschani.)
Zahlreiche Formulierungen aus dem Werk sind sprichwörtlich geworden. Beispielsweise:
- „Die Grenze der Tapferen ist ihre Waffe, sie schneidet ebenso viel wie sie siegt.“ (Քաջերի սահմանը նրանց զենքն է, որքան կտրում է, այնքան էլ գրավում է։ Kadscheri sahmane nranz senkn e, workan ktrum e, ajnkan el grawum e։)
- „Generationen von Mutigen sind mutig.“ (Քաջերի սերունդները քաջեր են։ Kadscheri serundnere kadscher jen։)
- „Ohne Chronologie gibt es keine genaue Geschichte.“ (Չկա ստույգ պատմություն առանց ժամանակագրության։ Tschka stujg patmutjun aranz schamanakagrutjan։)
- „Die Zeit der Sterblichen ist kurz und unbekannt“ (Մահկանացուների ժամանակը կարճ է և անհայտ։ Mahkanazuneri schamanake kartsch e jew anhajt։)

## Ausgaben und Übersetzungen
| Jahr      | Ort       | Herausgeber                               | Kommentar                                                                            |
| --------- | --------- | ----------------------------------------- | ------------------------------------------------------------------------------------ |
| 1695      | Amsterdam | Tovmas Vanandetsi                         | Erste Ausgabe: editio princeps                                                       |
| 1736      | London    | William and George Whiston                | mit lateinischer Übersetzung; „Historiae Armeniacae“                                 |
| 1752      | Venedig   | Anton Bortoli                             | „History of the Armenians“                                                           |
| 1827      | Venedig   | Die armenischen Mechitaristen von Venedig |                                                                                      |
| 1841      | Venedig   | L. de Florivar                            | Italienische und französische Übersetzungen                                          |
| 1843      | Venedig   | Mechitaristen                             |                                                                                      |
| 1845      | Paris     | Mechitaristen                             |                                                                                      |
| 1864      | Venedig   |                                           |                                                                                      |
| 1881      | Tbilisi   |                                           |                                                                                      |
| 1881      | Tbilisi   |                                           |                                                                                      |
| 1913      | Tbilisi   |                                           | facsimile ed., intro. Robert W. Thomson. Caravan Books, 1981. ISBN 978-0-88206-032-3 |
| 1910s (?) | Tbilisi   |                                           |                                                                                      |

Unter sowjetischer Herrschaft erlebte das Buch zahlreiche Ausgaben.
- Robert W. Thomson: Englische Übersetzung, Harvard 1978. ISBN 978-0-674-39571-8
- G. Kh. Sargsyan: Russische Übersetzung 1991. ISBN 978-5-8084-0185-3
- R. W. Thomson: Englisch, rev. ed. Caravan Books 2006. ISBN 978-0-88206-111-5